# Сан-Джакомо Маджоре (Болонья)
Сан-Джа́комо Маджо́ре (итал. San Giacomo Maggiore) — монастырь ордена отшельников св. Августина в Болонье, просуществовавший с самого основания ордена до начала XIX века. Монастырская церковь Сан-Джакомо Маджоре известна ренессансными фресками работы Лоренцо Коста, Франческо Франча и Амико Аспертини.

## История монастыря
В 1247 году, еще до официального признания ордена августинцев, созданное блаж. Джованни Боно из Мантуи сообщество отшельников, соблюдающих т. н. устав св. Августина, основало в Болонье монастырь во имя святого Джакомо. При папе Александре IV в 1256 году подобные отшельнические общины были объединены в единую конгрегацию — ордена орден отшельников св. Августина. Несмотря на противодействие со стороны гибеллинов, в 1267 году монастырь был перенесен ближе к центру Болоньи, для чего был выкуплен участок возле второй стены Болоньи вокруг приходской церкви св. Цецилии, и заложена сохранившаяся до настоящего времени церковь Сан-Джакомо Маджоре. Пожертвования монастырю увеличивались по мере роста влияния гвельфов и в 1344 году церковь была закончена и освящена.
Вскоре после основания монастырь приобретает значение как научный центр. С 1281 года решением главы ордена желающая учиться молодежь со всех провинций направлялась в Париж, Падую и в Болонью.
В XV—XVI веках защиту и поддержку монастырю оказывала семья Бентивольо, в руках которой было сосредоточена светская власть в Болонье. В 1437 году в церкви Сан-Джакомо Маджоре был похоронен кондотьер Болоньи Антон Галеаццо Бентивольо. Обустройство часовни возле его могилы, предпринятое его правнуком Джованни II Бентивольо во второй половине XV века, привело к значительной перестройке всей церкви. Для её оформления были привлечены выдающиеся художники феррарской школы Лоренцо Коста, Франческо Франча и Амико Аспертини.
В XVII—XVIII веках монастырь постепенно утрачивал своё былое значение. В 1798 году, в результате преобразований, инициированных наполеоновскими войнами, монастырь был закрыт, однако августинцы сохраняют некоторый контроль за церковью как ректоры и капелланы. В 1804 году часть монастырских помещений была отдана Филармоническому Лицею, преобразованному потом в болонскую консерваторию (итал. Conservatorio Giovanni Battista Martini).
Тем не менее, значительная часть древнего монастыря сохранилась до наших дней. Помимо самой церкви Сан-Джакомо Маджоре с её многочисленными капеллами и часовнями, следует назвать два внутренних дворика, широкую парадную лестница, столовую и библиотеку.

## Церковь Сан-Джакомо Маджоре
Церковь была заложена в 1269 году и задумана как однонефный храм с двускатной крышей в романском стиле без излишеств, противоречащих идее нищенствования.
Строительство было начато с западного фасада, наиболее сохранившегося до наших дней в первоначальном виде. Кирпичный фасад завершается треугольным щипцом нефа, на коньке которого помещена белокаменная эдикула со статуей Спасителя. Фасад разделен пилястрами на три части, в двух боковых частях размещены ныне замурованные стрельчатые окна с белокаменными наличниками, выполненные ломбардскими мастерами около 1295 года. В центре над входом имеется круглое окно, наличник которого (вероятно, в виде готической розы (итал. rosone) утрачен. Первоначально фасад без выступов опускался до земли, а вход был украшен порталом с портиком (Protyrus). Однако скоро нижняя часть фасада была утолщена и в ней обустроены четыре могильные ниши, украшенные фресками. В XVI веке портал приобрел современный вид, в его люнете сохранилась очень испорченная фреска св. апостола Джакомо (1524 г.).
Многоугольная апсида была построена между 1331 и 1343 годами, украшена пилястрами и завершена готическими остриями (итал. cuspide (architettura)), которые были впоследствии утрачены. По периметру церкви и в лучах апсиды разместились многочисленные капеллы. В 1336 году начато возведение колокольни. В 1344 году она была освящена. По всей видимости, эта церковь имела много сходства с церковью августинцев в Падуе (Chiesa degli Eremitani).
Расширению церкви на восток препятствовала приходская церковь св. Цецилии, которую в 1359 году епископ Болоньи разрешил немного переместить. В XV веке по воле Джованни II Бентивольо церковь была значительно перестроена в стиле эпохе возрождения. При постройке капеллы Бентивольо (см. ниже) в первоначальный план церкви была внесена асимметрия и закрыт главный фасад церковь св. Чечилии, которая фактически стала частью Сан-Джакомо Маджоре. Объединение этих церквей, выравнивание уровней полов и организация ровного освещения потребовали значительной перестройке всего комплекса.
В 1471 году была надстроена колокольня. Между 1477 и 1481 годами был построен портик вдоль via Zamboni, придавший единство всему комплексу.
Между 1483 и 1498 годами перестройке подверглась внутреннее пространство церкви Сан-Джакомо Маджоре: длинный неф был разделен пилястрами на четыре части. Пилястры завершаются арками, на которые в одной из частей опирается купол, а в трех других — парусные своды. При этом большое внимание было уделено созданию ровного и спокойного освящения.
В XVI века церковь были лишь устранены последствия удара молнии в купол (1552 год). Весьма неудачными считаются последующие барочные перестройки второй половины XVII века: стрельчатые окна были заменены большими квадратными, убранство церкви было дополнено раковинами и вазами из гипса, готические нервюры были спрятаны за штукатуркой.

## Капелла Бентивольо
В 1460—1470 годах одна из капелл многоугольной апсиды, возле которой был похоронен предок Джованни II — Антон Галеаццо Бентивольо, была превращена в капеллу семьи Бентивольо. Для этого помещение было расширено, и над ним возведен купол по проекту архитектора Паньо-ди-Лапо-Портиджани. Капелла была расписана под руководством Лоренцо Коста. В целом помещение выдержано в красно-синей гамме — геральдических цветах семьи Бентивольо.
На правой стене помещена картина «Мадонна на троне в окружении семьи Бентивольо» — Джованни II, его супруги и детей (итал. Pala Bentivoglio), написанная Лоренцо Коста в 1488 году. Правее помещалась картина, на которой были изображены предки Джованни II, но она была заменена на барельефом, на котором представлен Ганнибал I на коне, созданным для другой цели в 1458 году. Другой барельеф, увековечивший Джованни II в мраморе, помещен на правой пилястре и на основании стилевых особенностей считается работой Франческо Франча.
На левой стене помещены две аллегорические фрески Лоренцо Коста — «Триумф Смерти» и «Триумф Славы», датированные 1490 годом.
На центральной люнетте изображено его же «Видение Апокалипсиса» (пастырь справа пририсован во время реставрации Феличе Чиньяни, 1660—1724). Впрочем, на фресках люнетт, законченных неизвестными мастерами, чувствуется влияние умбриской школы.
На передней арке пресвитерия помещено Благовещение работы Феличе Чиньяни. Под этой аркой размещена алтарная картина «Мадонна на троне со святыми Джовании, Себастьяно, Аугустино и Флориано» работы Франческо Франчи, считающаяся одним из лучших произведений этого художника. На стенах пресвитерия имеются фрески, на которых изображены святые Августин, Франциск, Иероним и Георгий, принадлежащие неизвестному художнику конца XV века. В люнетте пресвитерия изображена Пьета, принадлежащая работе другого художника того же периода.

## Капелла Святой Цецилии
Первое упоминание о приходской церкви св. Цецилии относится к 1267 году, когда августинцы выкупили участок вблизи неё для создания своего монастыря. В 1359 епископ Болоньи, откликнувшись на желание августинцев расширить монастырь, разрешил перенести приход немного далее от монастыря, из чего можно заключить, что существующее здание построено после 1359 года. При перестройке монастыря в конце XV века, начатой с устройством капеллы Бентивольо, расположенной как раз между Сан-Джакомо и св. Чечилией, обе эти церкви объединяются в один комплекс, тем не менее церковный приход был упразднен только в 1806 году.
После всех переделок, законченных в 1483 году Гаспаром Нади (Gaspare Nadi), капелла представляет собой прямоугольный зал с одной апсидой и кирпичным сводом. Выполнение фресок Джованни II Бентивольо поручил Франческо Франча, но работа была закончена уже после низложения семьи Бентивольо (1506 год) при участии Амико Аспертини. С уверенностью к их работе относят десять фресок из жития Святой Чечилии (Цецилии), помещённые на длинных боковых стенах:
| Изображение | Описание сюжета                                    | Автор                     |
| ----------- | -------------------------------------------------- | ------------------------- |
|             | Бракосочетание св. Цецилии с Валерианом            | Франческо Франча          |
|             | Валериан постигает христианскую веру у папы Урбана | Лоренцо Коста             |
|             | Папа Урбан крестит Валериана                       | Амико Аспертини и др.     |
|             | Ангел коронует Цецилию и Валериана                 | Амико Аспертини (?) и др. |
|             | Мученичество Валериана и Тибурция                  | Амико Аспертини (?)       |
|             | Погребение Валериана и Тибурция                    | Амико Аспертини           |
|             | Суд над св. Цецилией                               | Амико Аспертини и др.     |
|             | Мученичество св. Цецилии                           | Амико Аспертини и др.     |
|             | Св. Цецилия раздает своё имущество бедным          | Лоренцо Коста (?)         |
|             | Погребение св. Цецилии                             | Франческо Франча (?)      |

Авторство восстановлено на основании стилистических особенностей и носит предположительный характер. Потолок расписан растительными орнаментами.
Роспись стены вокруг пресбитерия не сохранилась, в середине 20 столетия с неё были удалены и барочные элементы. В качестве алтарной картины используется распятие кисти Амико Аспертини.
В коридоре между св. Чичелией и св. Джакомо, используемом теперь как вход во внутренний двор монастыря, до 1859 года располагались еще три часовни. Здесь фрагментарно сохранилась роспись XVI века.
Портик, построенный в 1590 году возле апсиды у второй городской стены, был разрушен в 1906 году.